# Бодбијски манастир
Бодбијски манастир је манастир Бодбијске епархије Грузијске православне цркве, смештен на два километра од Сигхнагхија у месту Кахетији.
У њој се чувају мошти просветитеља Грузије, равноапостолне Свете Нине, који је тамо умрла 347., у својој 67. години, након 35 година апостолског аскетизма .
Храмовни празник обележава се 14. јануара и традиционално привлачи многе ходочаснике.

## Историја манастира
Пре своје смрти, света Нина повукла се у град Бодбе и тамо је, након што је неко време служила, умрла и сахрањена. Убрзо, на захтев цара Миријана III, над гробом св. Нина, подигнут је храм у част Светог Георгије- заштитника Грузије, а у близини је настао манастир.
С временом је манастир постао прави културни центар и средиште Бодбејске епархије. Међутим, манастир Свете Нине стекао је прави процват у 15. веку. Краљеви Кахетијског краљевства одувек су били наклоњени манастиру и чак су га бирали као место за своје крунисање. Значајно је да је и сам Абас I Велики био присутан на крунисању Теимураза, иако га то није спречило да пустоши манастир неколико година касније .
Почетком 17. века, манастир су опљачкале трупе персијског шаха Абаса I. Храм је обновио краљ Кахетије Теимураз у другој половини 17. века. Оживљавањем монашког живота отворен је теолошки семинар у Бодби, постојало је једно од највећих библииотека верских књига у Грузији. У 18. веку је у манастиру основан мушки манастир.
У првој половини 91. века на челу Бодбејске епархије био је митрополит Јован (у свету принц Макашвили). Под њим је 1823. године храм обновљен и поново осликан, постављен је нови иконостас, који и данас постоји. Касније, под управом архимандрита Николаја Микеладзеа, саграђен је троспратни звоник.
Међутим, у наредним деценијама, укидањем аутокефалије Грузијске цркве (1811), манастир је постепено пропадао. Поново је обновљена у другој половини 19. века. У то време, иконописац Михаил Сабинин реконструисао је храм у којем су мошти св. Нина (1880). Његова неуморна активност утрла је пут оснивању женског манастира овде. А 1889. године, током посете цара Александра III, одлучено је да се манастир обнови као женски. Убрзо је првих 12 сестара из различитих манастира стигло у обновљени манастир, отворена је школа рукотворина и сликања.
1902-1906. игуманија манастира била је монахиња Јувеналија (у свету принцеза Тамара Алекандровна Мардзанисхвили, у схими мајка Тамара, сестра познатог грузијског режисера Котеа Мардзханисхвилија), која је касније постала позната по својим активностима у Русији.
Почетком 20. века број сестара достигао је 300. Већ у првој години постојања манастира, у њему је отворена једноразредна школа, која је убрзо преображена у дворазредну, а потом у четвороразредну. Касније је у Бодбијској школи уведен педагошки курс, где су се обучавали наставници за основне школе.
1924. совјетска влада је затворила манастир и од тада је претворен у болницу. Након пропасти Совјетског Савеза (1991), у манастиру је поново оживео црквени монашки живот.

## Манастир данас
Храм је првобитно саграђен (11-12. век) на месту где је сахрањена света Нина. Самостојећи звоник са три спрата саграђен је у другој половини 19. века.
Непосредно иза храма налази се осматрачница са прелепим погледом на долину Алазани, одакле стаза води до извора Свете Нине. Налази се на 3 км од манастира, испод малог храма Зебулун и Сосана (родитељи Свете Нине), који је саграђен 1990-их. Сматра се да је у пролеће лековита. Манастир има широку помоћну фарму, постоје иконописне и радионице за везење златом.
Манастир је познат по једној од најомиљенијих икона Грузије - чудотворна Иверска икона Мајке Божје (Иверска икона) која се чува у храму Светог Ђорђа. Сачувана је у манастирској цркви након што је затворена, а манастир претворен у болницу, где је чак коришћена као операциони сто, на лицу Богородице видљиви су трагови хируршког скалпела.